# Тікотіко білобровий
Тікоті́ко білобровий (Anabacerthia amaurotis) — вид горобцеподібних птахів родини горнерових (Furnariidae). Мешкає в Південній Америці.

## Опис
Довжина птаха становить 15,5 см. Верхня частина тіла рудувато-коричнева, скроні і тім'я дещо тьмяніші, над очима білі "брови". Хвіст яскраво-рудий. Нижня частина тіла оливково-коричнева, верхня частина грудей і бічні сторони шиї поцчятковані світлими смужками.

## Поширення і екологія
Білоброві тікотіко мешкають на південному сході Бразилії (від півдня Еспіріту-Санту до Санта-Катарини, а також в центральній частині штату Ріу-Гранді-ду-Сул), на північному сході Аргентини (Місьйонес) та на південному сході Парагваю. Вони живуть у вологих рівнинних і гірських атлантичних лісах. Зустрічаються на висоті від 100 до 1600 м над рівнем моря.

## Збереження
МСОП класифікує стан збереження цього виду як близький до загрозливого. Білобровим тікотіко загрожує знищення природного середовища.